# It's Uptown
Albums de George Benson
The New Boss Guitar of George Benson
(1964) The George Benson Cookbook
(1967)
It's Uptown est le deuxième album studio du guitariste et chanteur de jazz américain George Benson, sorti en 1966. C'est le premier album de George Benson sur le label Columbia Records. 
Il a été enregistré avec son quartette (Ronnie Cuber au saxophone baryton, Dr. Lonnie Smith à l'orgue et Jimmy Lovelace à la batterie) entre février et mars 1966 et a été produit par John Hammond.

## Liste des titres
| 1. | Clockwise                | Benson                                                  | 4:25 |
| 2. | Summertime               | DuBose Heyward, George Gershwin                         | 2:22 |
| 3. | Ain't That Peculiar (en) | Marv Tarplin, Bobby Rogers, Smokey Robinson, Pete Moore | 2:54 |
| 4. | Jaguar                   | Benson                                                  | 2:44 |
| 5. | Willow Weep for Me (en)  | Ann Ronell                                              | 7:37 |
| 6. | A Foggy Day              | George Gershwin, Ira Gershwin                           | 2:31 |

| Face B | Face B          | Face B                    | Face B | Face B | Face B | Face B | Face B | Face B | Face B |
| No     | Titre           | Auteur                    | Durée  |        |        |        |        |        |        |
| ------ | --------------- | ------------------------- | ------ | ------ | ------ | ------ | ------ | ------ | ------ |
| 7.     | Hello Birdie    | Benson                    | 3:58   |        |        |        |        |        |        |
| 8.     | Bullfight       | Benson                    | 3:46   |        |        |        |        |        |        |
| 9.     | Stormy Weather  | Harold Arlen, Ted Koehler | 2:55   |        |        |        |        |        |        |
| 10.    | Eternally       | Benson                    | 4:02   |        |        |        |        |        |        |
| 11.    | Myna Bird Blues | Benson                    | 4:35   |        |        |        |        |        |        |
| 41:49  |                 |                           |        |        |        |        |        |        |        |

| Titres bonus de l'édition remastérisée (2008) | Titres bonus de l'édition remastérisée (2008) | Titres bonus de l'édition remastérisée (2008) | Titres bonus de l'édition remastérisée (2008) | Titres bonus de l'édition remastérisée (2008) | Titres bonus de l'édition remastérisée (2008) | Titres bonus de l'édition remastérisée (2008) | Titres bonus de l'édition remastérisée (2008) | Titres bonus de l'édition remastérisée (2008) | Titres bonus de l'édition remastérisée (2008) |
| No                                            | Titre                                         | Durée                                         |                                               |                                               |                                               |                                               |                                               |                                               |                                               |
| --------------------------------------------- | --------------------------------------------- | --------------------------------------------- | --------------------------------------------- | --------------------------------------------- | --------------------------------------------- | --------------------------------------------- | --------------------------------------------- | --------------------------------------------- | --------------------------------------------- |
| 12.                                           | J.H. Bossa Nova                               | 4:58                                          |                                               |                                               |                                               |                                               |                                               |                                               |                                               |
| 13.                                           | Eternally (Short Version)                     | 2:45                                          |                                               |                                               |                                               |                                               |                                               |                                               |                                               |
| 14.                                           | Sideman                                       | 4:48                                          |                                               |                                               |                                               |                                               |                                               |                                               |                                               |
| 15.                                           | Minor Chant                                   | 3:24                                          |                                               |                                               |                                               |                                               |                                               |                                               |                                               |
| 57:44                                         |                                               |                                               |                                               |                                               |                                               |                                               |                                               |                                               |                                               |

## Crédits
The George Benson Quartet
- George Benson – guitare, chant (Summertime, A Foggy Day et  Stormy Weather)
- Ronnie Cuber – saxophone baryton
- Lonnie Smith – orgue
- Jimmy Lovelace (en) – batterie

Autres musiciens
- Bennie Green – trombone
- Ray Lucas – batterie (pistes 2, 3)
- Blue Mitchell – trompette (14, 15)
- Charlie Persip  – batterie (14, 15)
- Don Hunstein - photographie